# 오르티냐노라졸로
오르티냐노라졸로 (Ortignano Raggiolo) 이탈리아 토스카나주의 아레초도에 위치한 코무네 (지방자치단체)이다. 피렌체에서 동남쪽 약 40 킬로미터 (25 mi) 아레초에서 북쪽 약 25 킬로미터 (16 mi) 거리에 있다.
비비에나, 카스텔포코냐노, 카스텔산니콜로, 로로추펜나, 포피 등과 경계를 이루고 있다. 이탈리아의 가장 아름다운 마을로 선정된 곳 중 한 곳이다.